# Francesco Alberto di Oettingen-Spielberg
Francesco Alberto di Oettingen-Spielberg (Oettingen in Bayern, 10 novembre 1663 – Oettingen in Bayern, 3 febbraio 1737) è stato il primo principe di Oettingen-Spielberg dal 1734 al 1737.

## Biografia
Francesco Alberto nacque nel 1663 a Oettingen in Bayern, settimo dei nove figli del conte Giovanni Francesco e di Ludovica Rosalia von Attems.
Nel 1682 scrisse una tesi sotto la supervisione del professore gesuita Johann Banholzer. Il 26 giugno del 1689 sposò nella sua città natale la baronessa Johanna Margaretha von Schwendi.
Fu ciambellano e consigliere privato dall'imperatore, e venne elevato allo status di principe imperiale nel 1734.
Morì nel 1737 all'età di 73 anni.